# Garrett Serviss (atleta)
Garrett Putnam Serviss jr. (gennaio 1881 – Ithaca, 23 dicembre 1907) è stato un altista e triplista statunitense.

## Biografia
Era figlio dell'astronomo e scrittore di fantascienza Garrett Putnam Serviss.
Prese parte ai Giochi olimpici di Saint Louis 1904 dove conquistò la medaglia d'argento nel salto in alto con la misura di 1,77 m.

## Palmarès
| Anno | Manifestazione  | Sede        | Evento                | Risultato | Prestazione | Note |
| ---- | --------------- | ----------- | --------------------- | --------- | ----------- | ---- |
| 1904 | Giochi olimpici | Saint Louis | Salto in alto         | Argento   | 1,77 m      |      |
| 1904 | Giochi olimpici | Saint Louis | Salto triplo da fermo | 4º        | 9,53 m      |      |